# 阿尤恩-布支杜爾-薩基亞-阿姆拉大區
阿尤恩-布支杜爾-薩基亞-阿姆拉大區（阿拉伯语：‎）是摩洛哥1997-2015年间的一個大區，北臨大西洋岸，大部份土地位於西撒哈拉西北部。面積139,480平方公里。2004年人口256,152人。首府阿尤恩。该西撒哈拉大区与毛里塔尼亚接壤；下轄兩省。